# Hermandad del Señor de los Milagros de Huacho
La Hermandad de Damas y Caballeros del Señor de los Milagros de la sede Catedralicia de la Diócesis de Huacho es una institución religiosa Católica, la cual se basa y fundamenta en llevar el evangelio de Cristo a través de la religiosidad popular. La Hermandad está integrada por fieles católicos creyentes en Cristo, bajo la denominación del Señor de los Milagros. Esta imagen se venera en el Templo Catedral San Bartolomé de Huacho, conocida como la Capital de la Hospitalidad y actual Sede del Gobierno Regional de Lima, dicha ciudad se encuentra ubicada al norte de Lima, en el Perú. Actualmente es la Hermandad más grande de la Ciudad.

## Organización y directorio general
En la actualidad, la Hermandad se encuentra encabezada por el directorio general compuesto por miembros mayores de edad, donde su deber es llevar adelante a esta organización religiosa que desde 1965, mantiene esa fe y ese trabajo que nace por el Señor de los Milagros. Su elección se realiza por medio de votaciones entre los integrantes adultos de la hermandad cada año. 

## Fundación
Fue fundada el 2 de octubre de 1972 por el Reverendo Padre Oscar Cantuarias Pastor cuando reunió a un grupo de personas católicas y devotas del Señor de los Milagros, el cual ya se celebraba en Huacho desde los años 1930, siendo quienes apoyaban el culto del Señor de los Milagros, los integrantes de la Hermandad del Señor del Santo Sepulcro en el templo Matriz de Huacho y posteriormente a raíz del terremoto de 1966 en la Capilla Provisional de San Bartolomé. Fue inscrita con la Resolución Episcopal Nº 12 del 19 de octubre de 1972 de la diócesis de Huacho, y reconocida en los Registros Públicos con el Nº 3193.

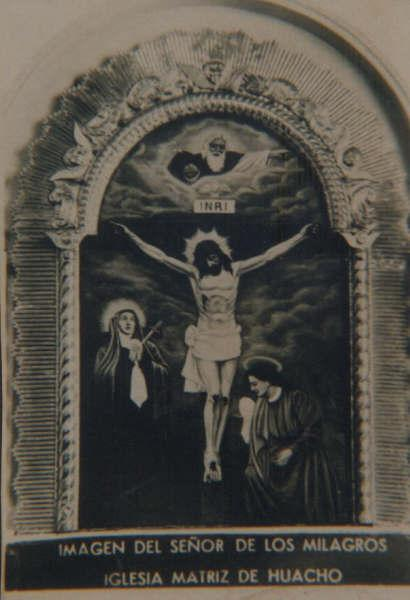
Antigua imagen del señor de los milagros de Huacho

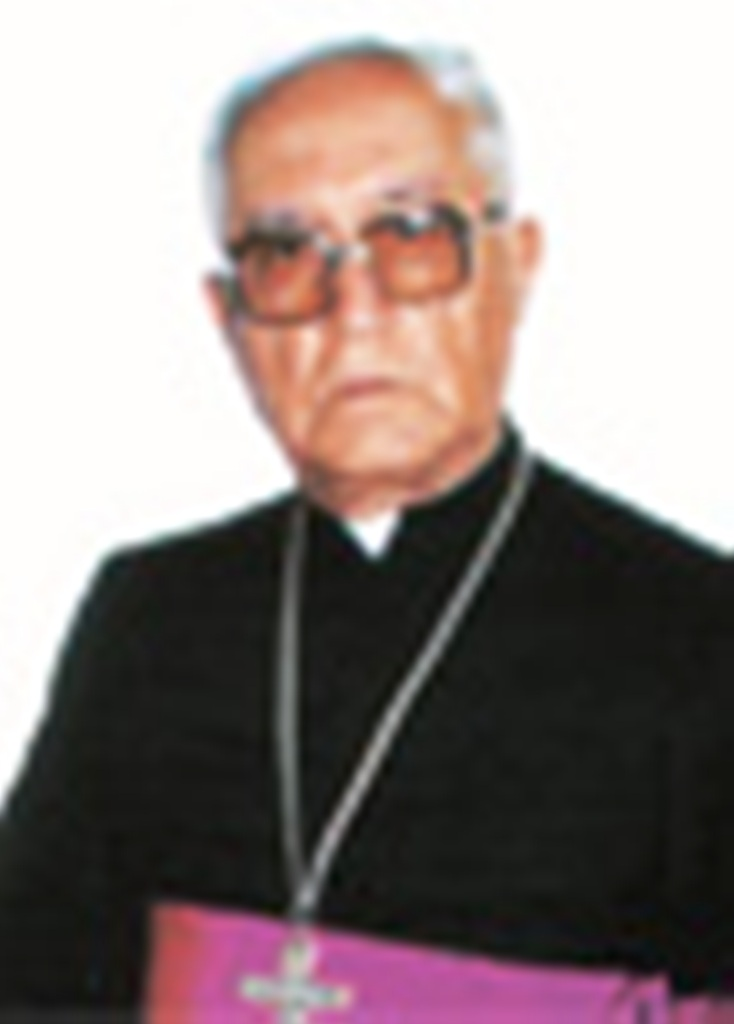
Oscar Cantuarias Pastor, fundador de la Hermandad

En la "Capilla Provisional de San Bartolomé" ubicada en la calle Leoncio Prado, con la presencia del Párroco Reverendo Padre Oscar Cantuarias Pastor, y a su invitación, se da inicio a la primera reunión convocada por el padre párroco con la finalidad de conformar la Hermandad de Damas y Caballeros del Señor de los Milagros de Huacho. Y ese mismo día después de la votación para la junta directiva, las siguientes personas fueron elegidas:
| Cargo                 | Encargado                           |
| Presidente            | Hno. H.S.M.H. Raul Meza Bazalar     |
| Vicepresidente        | Hna. H.S.M.H. Olga Talavera Medina  |
| Secretaria            | Hna. H.S.M.H. Grethel Coca Bernal   |
| Tesorería             | Hna. H.S.M.H. Delia Arana de Mayor  |
| Hermana de culto      | Hna. H.S.M.H. Nelly Talavera Medina |
| Maestro de ceremonias | Hno. H.S.M.H. Eliseo Gómez Silva    |

## Hermandad naciente
La hermandad se fundó el 2 de octubre de 1972, con el lienzo que actualmente se encuentra en la Urbanización 18 de octubre, siendo los primeros años para la hermandad de arduo trabajo, pues existía muchas metas trazadas que gracias a Dios; muchas de ellas se han concretado. En ese entonces existían las misas de novena a las 7:00a.m. y 8:00p.m., también los varones participaban de una misa especial de retiro a las 12 de la noche que era exclusivamente para ellos.
Las misas de fiesta eran a las 7:00a.m., 8:00a.m. y 10:00a.m. del día 18 de octubre, luego de esta última misa el Señor de los Milagros salía en procesión por las principales calles de la ciudad; ingresando a las 12 de la noche, aproximadamente.
En el año 1977, el artista aficionado Abelardo Ortiz Dueñas entrega a la hermandad, el lienzo que hasta la actualidad recorre nuestra ciudad, y es con esa misma imagen que en el año 1987 se da inicio a las peregrinaciones, visitando en ellas 6 parroquias.
En el año 1989 sale en procesión por primera vez en el día 8 de octubre, partiendo desde el colegio Nuestra Señora de la Merced. Desde ese año ha visitado muchas instituciones educativas tales como el Pedro Paulet Mostajo, Inmaculada Concepción, San José de los Hermanos Maristas, Luis Fabio Xammar, Universidad Nacional José Faustino Sánchez Carrión.

## Lienzos del Señor de los Milagros en la historia de Huacho
La primera imagen del Señor de los Milagros de autor anónimo que estuvo en nuestra ciudad desde el año 1910 aproximadamente, la cual permaneció hasta el año 1967. esta imagen presenció el terremoto del 17 de octubre de 1966. la iglesia matriz quedó en su interior destruida a causa del terremoto, la imagen tuvo que ser retirada hacia las afueras del templo, permaneciendo durante mucho tiempo al intemperie, dañándola la brisa marina, lloviznas y el polvo. fue entonces que por orden del Párroco Oscar Cantuarias Pastor, en el año 1967 ordena que esta imagen se creme y que finalmente sus cenizas sean arrojadas al mar, ya que una imagen sagrada no se puede desechar como cualquier objeto inservible. Es así como esta imagen tan bella y aun de antigüedad mucho mayor que la misma Hermandad desaparece de nuestra ciudad. de esta manera queda confirmado que la fe de Huacho al Señor de los Milagros data desde muchos años antes a que nuestra Hermandad existiera, un 2 de octubre de 1972. Esta preciosa imagen era sacada en procesión por los integrantes de la Hermandad del Señor del Santo Sepulcro.
El Padre Oscar ordenó que se mandara hacer una nueva imagen del Señor de los Milagros. Es así que en el año 1969 se trae una nueva imagen del Señor de los Milagros la cual estuvo desde el año 1969 hasta 1977, posteriormente fue obsequiada al Pueblo Joven del 18 de octubre (en ese entonces) a cambio de limosnas para hacer un nuevo lienzo, ya que la imagen que se donaba contenía algunos errores, lo que lo hacía muy distinto al mural de Pachacamilla.
- En el año 1977: el aficionado pintor Abelardo Ortiz Dueñas entrega a la Hermandad la imagen que hasta la actualidad nos acompaña.

- En el año 1989: se mandó elaborar al mismo autor una réplica para que esta permanezca durante todo el año en la catedral con la finalidad de preservar con más dedicación y cuidado la imagen que procesiona.

la imagen que actualmente nos acompaña ha sido sometida a 4 restauraciones:
- En el año 1987: fue retocado por el mismo autor, realzando algunos rasgos de las imágenes.

- En el año 1999: Fue retocado el lienzo por Cecilia Cahuas, quien le cambió el fondo, nubes, vestimentas, sin tocar el cuerpo de Cristo, rostro de María, Magdalena y el Padre Eterno.

- En el año 2006: La imagen es nuevamente retocada pero esta vez en el Convento de La Merced de Lima. Fue llevada a restauración ya que en las partes inferiores del lienzo estaba sufriendo cuarteaduras la pintura. En aquella oportunidad se le cambió de bastidor y se dio más volumen y sombras a los rostros, cabellos y vestidos de las imágenes que aparecen en tan bello lienzo.

En el año 2010: La imagen es llevada para ser retocada en el convento de la merced de lima y para que le coloquen el barniz protector que faltaba en el lienzo para que este más protegido del clima, polvo y otros.

## Las Joyas del Señor de los Milagros años atrás
El Señor tuvo un arco de plata de 9.50 que fue robado durante la construcción de la actual catedral. Cuando se fundó la hermandad se consiguió el sudario y corona que luciría por primera vez la imagen que actualmente se encuentra en la Urbanización 18 de Octubre. Cuando de obsequia dicho lienzo las joyas quedan para la imagen actual que con esfuerzo tras esfuerzo de muchos hermanos se logra obtener la corona completa del Señor, sudario, luna, INRI, aureola de Magdalena, Espíritu Santo, corona de la virgen y cruz del mundo en plata, sol y clavos de oro. Además de las columnas Salomónicas y coronación, que en un inicio fueron de bronce plateado, de igual forma los rayos de bronce. en el año 2000 se baña en oro el sudario, y al año siguiente todas las joyas del señor.

## El anda del Señor
En el año 1986 la hermandad comenzó a trabajar para la confección de una nueva anda completamente tallada. en agosto de 1988, el escultor Francisco Aznarán Vergara entrega a la hermandad la nueva anda tallada, lista para que en ella se le coloque el pan de bronce, de igual forma los ángeles tallados que resguardan el anda del Señor.

## Actualidad
En el año 2001 se manda confeccionar los actuales rayos de bronce. En el año 2005 la hermandad manda confeccionar nuevas joyas para el Señor y para la Virgen de Las Nubes las cuales se trabajaron con el orfebre Ángel Manrique Manrique en la ciudad de Lima. Dichas joyas son de plata de 9.50 y bañadas en oro de 18. Se mandó confeccionar nuevas columnas salomónicas como la coronación del arco en plata pura de 9.50. En el año 2008 se logró finalmente bañar en pan de oro el anda del Señor, también se consiguió nuevos ornamentos religiosos tales como:
- 4 azucenas de bronce plateadas para los ángeles que custodian el anda del Señor.
- 4 portafaros de bronce plateados
- cirios compactos para el anda del Señor
- un nuevo bañado de oro y plata para las joyas del Señor

## AgrupaciónAmistad Nazarena
La Agrupación "Amistad Nazarena", es una agrupación integrada por jóvenes, devotos y miembros integrantes de la hermandad, en su mayoría esta agrupación es integrada por los vecinos de las calles José Santos Chocano, Elías Ipince y Las flores, en Huacho, que todos los años, en el mes de octubre, las sagradas andas del Señor de los Milagros al recorrer las principales calles de esta ciudad, visita las calles anteriormente mencionadas, donde al llegar en la esquina de las calles José Santos Chocano y Elías Ipince, esta agrupación lo recibe con un homenaje con música criolla, y hasta con caballos de paso, como lo hicieron en el año 2008, cuando la imagen se encontraba en su último recorrido procesional, llegó a estas calles y fue recibida entre lágrimas y aplausos de los integrantes de esta agrupación, es por eso que con esa devoción y esa fe que ellos entregan al Señor de los Milagros, se creó esta agrupación.

## Cuadrillas

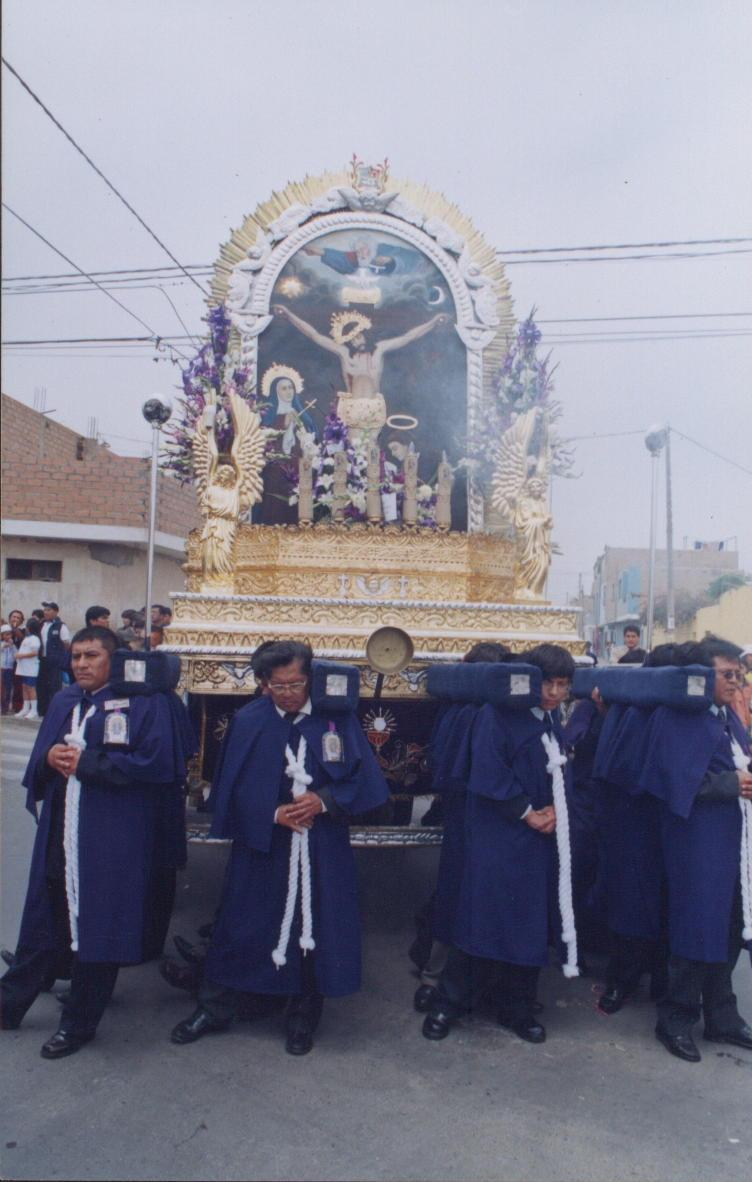
La segunda cuadrilla de cargadores llevando sobre sus hombros la sagrada anda del Señor de los Milagros de Huacho.

La Hermandad cuenta con 3 cuadrillas, las cuales la integran los hermanos varones de nuestra hermandad, y también cuenta con 2 sectores las cuales integran las hermanas cargadoras y sahumadoras de nuestra hermandad, que todos los años, en el mes de octubre, que aparte de llevar sobre sus hombros a las sagradas andas del Señor de los Milagros por las calles de Huacho, también son responsables tanto como del armado del anda procesional del señor, las salidas y las guardadas, o el armado de la rampa de acceso a la catedral, del anda del señor, estas cuadrillas licenciadas por la hermandad son las siguientes:
- 1º Cuadrilla de Cargadores: Cuadrilla de cargadores, integrada por los hermanos mayores integrantes de la hermandad.

- 2º Cuadrilla de Cargadores: Cuadrilla de cargadores, integrada por los Jóvenes integrantes de la hermandad.

- 3º Cuadrilla de Cargadores: Cuadrilla de cargadores, integrada por los hermanos integrantes de la hermandad

- 1º Sector de Damas: Cuadrilla de sahumadoras, integrada por mujeres integrantes de la hermandad

- 2º Sector de Damas: Cuadrilla de sahumadoras, integrada por mujeres integrantes y devotas invitadas y voluntarias, que todos los años cargan las sagradas andas durante sus recorridos procesionales.

Los capataces de las cuadrillas, son personas que toman el mando de sus cuadrillas durante la realización de los recorridos procesionales de nuestro Señor de los Milagros, son elegidos por un año de gobierno, el 31 de octubre de cada año, reuniéndose cada cuadrilla para su elección, los actuales capataces de las 3 cuadrillas y los 2 sectores de la Hermandad del Señor de los Milagros de Huacho son:
| Número de cuadrilla        | Hermano(a) capataz                      |
| 1º Cuadrilla de Cargadores | Hno. H.S.M.H. Enrique H. Espino La Rosa |
| 2º Cuadrilla de Cargadores | Hno. H.S.M.H. Cristian Castro           |
| 3º Cuadrilla de Cargadores | Hno. H.S.M.H. Victor La Rosa Paucar     |
| 1º Sector de Damas         | Hna. H.S.M.H. Amparo Chumbes            |
| 2º Sector de Damas         | Hna. H.S.M.H. Leonor Yepes              |

## 3º Cuadrilla de Cargadores - Calle La Palma
La 3º cuadrilla de Cargadores del "Señor de los Milagros" de Calle La Palma, es una cuadrilla integrada por fieles devotos al Señor de los Milagros que son vecinos de la calle La Palma y la calle Bellavista, los cuales en el mes de octubre, cuando la sagrada imagen del Señor de los Milagros pasa por la calle La Palma, es recibido por los integrantes de dicha cuadrilla de cargadores, que con fe y devoción cargan las sagradas andas del Señor de los Milagros en el mes de octubre.

## Presidentes
Desde su fundación en 1972 se han sucedido los hermanos presidentes, aquellos que mediante juramentación, junto a sus directivos, tomaron la posta para así realizar una excelente festividad en el mes de octubre, y sacar adelante a esta hermandad. En el año 2007 la hermandad se encuentra dirigida por una dama, quien es la primera mujer en ostentar este cargo. He aquí una lista de los presidentes de la Hermandad.

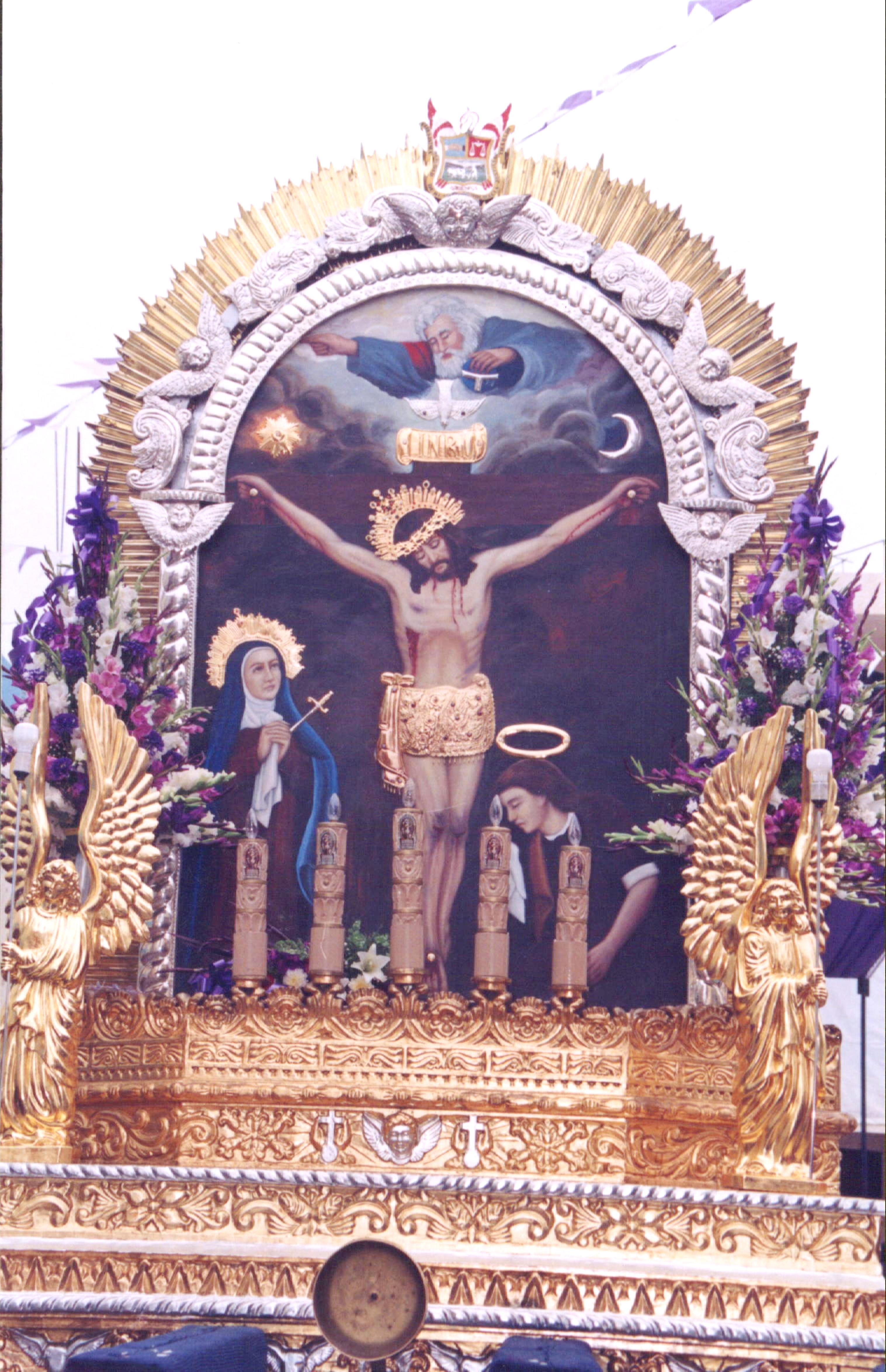
Imagen del Señor de los Milagros que se venera en la iglesia catedral San Bartolomé de Huacho.

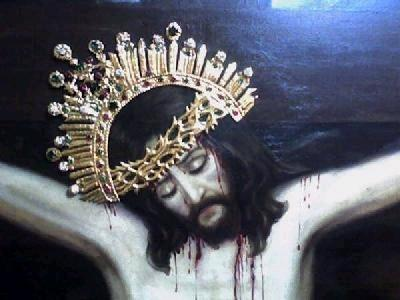
Rostro del señor de los milagros de huacho.

| PERIODO DE GOBIERNO | PRESIDENTE                                 |
| 1972 - 1973         | Hno. H.S.M.H. Raul Mádison Meza Bazalar    |
| 1974                | Hno. H.S.M.H. Reynaldo Azabache Chumbes    |
| 1975                | Hno. H.S.M.H. Raul Meza Bazalar            |
| 1976 - 1977         | Hno. H.S.M.H. Simon Romero                 |
| 1978                | Hno. H.S.M.H. Reynaldo Azabache Chumbes    |
| 1979                | Hno. H.S.M.H. Wilfredo Bazalar Nazario     |
| 1980                | Hno. H.S.M.H. Cesar Minaya Sánchez         |
| 1981                | Hno. H.S.M.H. Luis Grados Ramírez          |
| 1982                | Hno. H.S.M.H. Pedro Ortiz Farro            |
| 1983                | Hno. H.S.M.H. Wilfredo Bazalar Nazario     |
| 1984                | Hno. H.S.M.H. Cesar Adrianzen Burgos       |
| 1985                | Hno. H.S.M.H. Luis Grados Ramírez          |
| 1986                | Hno. H.S.M.H. Carlos Diaz Zarate           |
| 1987 - 1988         | Hno. H.S.M.H. Wilfredo Bazalar Nazario     |
| 1989 - 1990         | Hno. H.S.M.H. Julio Moscoso Diaz           |
| 1991                | Hno. H.S.M.H. Jose Chirito Quineche        |
| 1992                | Hno. H.S.M.H. Julio Moscoso Diaz           |
| 1993                | Hno. H.S.M.H. Wilfredo Bazalar Nazario     |
| 1994 - 1995         | Hno. H.S.M.H. Manuel Bazalar Nazario       |
| 1996                | Hno. H.S.M.H. Alberto Diaz Zarate          |
| 1997 - 1998         | Hno. H.S.M.H. Wilfredo Bazalar Nazario     |
| 1999                | Hno. H.S.M.H. Francisco Hirano León        |
| 2000                | Hno. H.S.M.H. Miguel Minaya Castro         |
| 2001                | Hno. H.S.M.H. Freddy Diaz Zarate           |
| 2002                | Hno. H.S.M.H. Wilfredo Bazalar Nazario     |
| 2003 - 2006         | Hno. H.S.M.H. Jesús Alejandro Farro Robles |
| 2007 - 2008 - 2009  | Hna. H.S.M.H. Guadalupe Bazalar Torres     |
| 2010 - 2011         | Hna. H.S.M.H. Dora Bazalar De Salas        |
| 2012 - Actualidad   | Hno. H.S.M.H. Jose Chirito Quineche        |

## Condecoraciones del Señor de los Milagros
La hermandad y el Señor de los Milagros, durante sus 40 años manteniendo encendida la devoción al Cristo Moreno, ha recibido diversas condecoraciones de honor, que los hace sentir orgullosos de que sus integrantes estén dispuestos a entregar su vida y su corazón a nuestro Señor de los Milagros, como no recordar aquella condecoración que recibió nuestro señor cuando visitó la Universidad Nacional José Faustino Sánchez Carrión, donde fue recibido con los honores correspondientes, a continuación damos a conocer las principales condecoraciones otorgadas a nuestro Señor de los Milagros de la ciudad de Huacho.
| Año  | Condecoración Otorgada                                        |
| 1995 | Condecoración cívica de la ciudad de Huacho                   |
| 1997 | Condecoración del Banco de la Nación de Huacho                |
| 2002 | Condecoración de la Universidad José Faustino Sánchez Carrión |
| 2006 | Condecoración de la Hermandad del Santo Sepulcro de Huaura    |
| 2007 | Condecoración de la APCIJEH (Casa Del Maestro)                |

- En el año 1995, la Hermandad recibiò la condecoración cívica de la ciudad de Huacho.
- En el año 1997, el Señor de los Milagros recibiò la condecoración por parte del Banco de la Naciòn.
- En el año 2002, el Señor de los Milagros fue condecorado por la Universidad Nacional José Faustino Sánchez Carrión.
- En el año 2006, la hermandad recibió la condecoraciòn de la Hermandad Del Señor del Santo Sepulcro de Huaura.
- En el año 2007, el Señor de los Milagros recibió la condecoración de la APCIJEH, casa del maestro.

## Bandas de Acompañamiento del Señor
El Señor de los Milagros, siempre es acompañado durante el desarrollo de sus recorridos procesionales por la banda de música Santa Lucía de Moche de Trujillo - Perú, que desde hace ya 22 años consecutivos, esta banda acompaña los días 8, 18 y 31 de octubre al Señor, además del acompañamiento de las bandas de música de las instituciones educativas de nuestra ciudad al igual que bandas de música de esta misma localidad huachana.

## Representaciones simbólicas
Los símbolos representativos de la Hermandad de Damas y Caballeros del Señor de los Milagros de Huacho, fueron ideados y diseñados por el hno. H.S.M.H. Alexis Carreño Gutiérrez y el Hno. H.S.M.H. Luis Alexis Tome Gutiérrez. Los símbolos son el Escudo general y la bandera.

### Escudo general

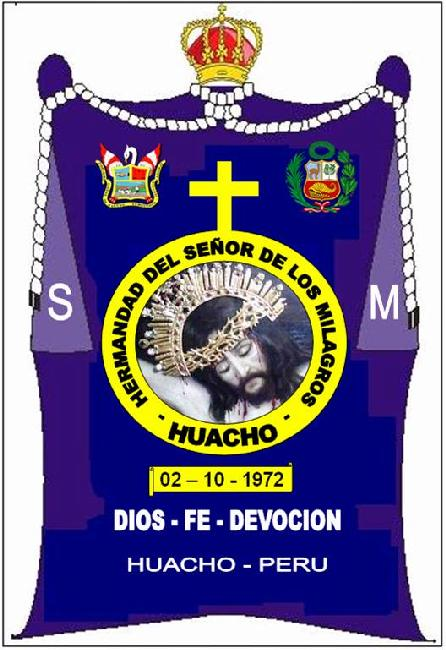
Nuevo escudo de la hermandad del Señor de los Milagros de Huacho.

Creado el 12 de septiembre del 2007 por los hermanos anteriormente mencionados, donde con gran fervor, y ese amor que le expresan al Señor de los Milagros, se unieron para crear esta representación simbólica, Las partes del escudo de la hermandad son las siguientes:
- Corona Real: Que vale decir "Rey de Reyes" es una representación general e importante del escudo

- Hábito morado: Una representación que significa la uniformidad de la Hermandad

- Cordón blanco: Que significa el "Cordon de la Paz" por su infinito color blanco que da a conocer que la paz reina en los corazones

- Escudo de Huacho y del Perú: Sagrados escudos que dice la provenencia de la hermandad

- Iniciales S y M en la túnica: Nuestro "Señor de los Milagros"

- Círculo Real con el sagrado nombre: Este círculo real lleva el nombre de "Hermandad del Señor de los Milagros - Huacho" sagrado nombre de la institución

- Sagrada Imagen: Imagen de nuestro Señor de los Milagros

- Cinta de la honorable fundación: En ella se coloca la fecha de fundación el 2 de octubre de 1972

- Dios-fe-devoción: Tres palabras importantes de las cuales nos da a conocer que Dios es el Señor de los Milagros, al cual le debemos tener mucha fe y devoción a esta imagen milagrosa

- Santísima cruz amarilla: Que significa el catolicismo y el amor a nuestro Señor

es así como se crea este escudo, que en la actualidad, representa a la hermandad, y a nuestro Señor de los Milagros

### Bandera

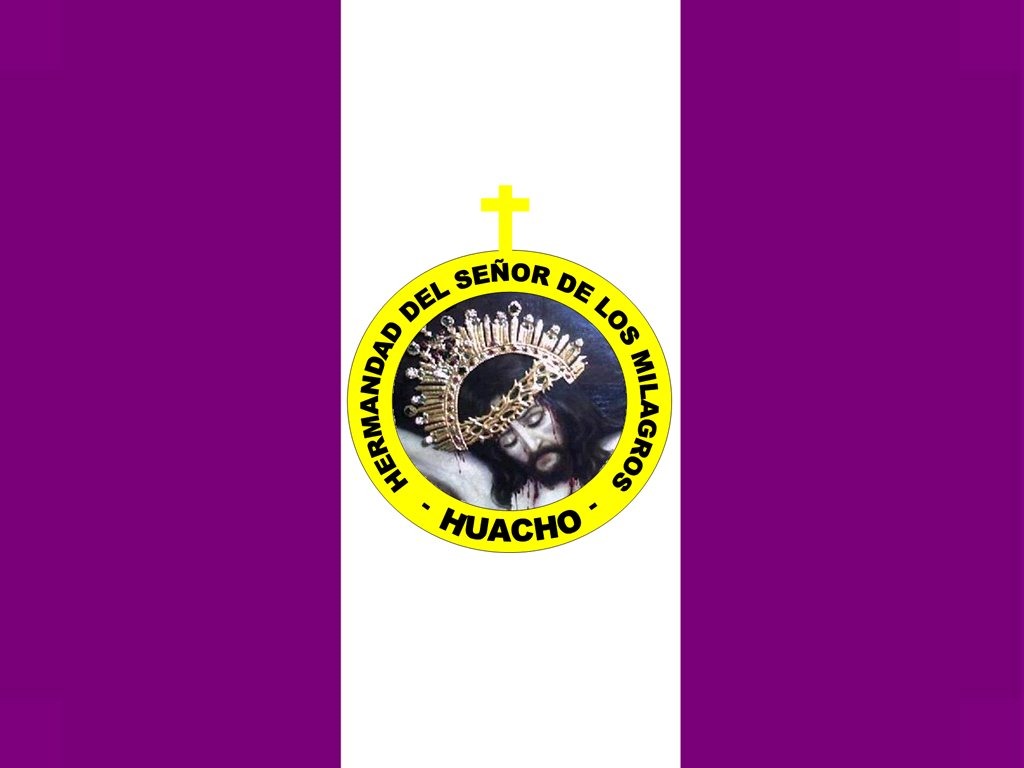
Nueva bandera de la hermandad.

La bandera de la Hermandad del Señor de los Milagros de Huacho, fue creado un 20 de septiembre del 2007 por el Hno. H.S.M.H. Alexis Carreño Gutiérrez, a falta de una representación que identificara y diferenciara a la Hermandad. Aunque fueron diseñados 35 años después de ser fundada. Los símbolos constan de:
- una bandera blanquimorada, que junto al escudo general, está dividida en dos campos morados y uno blanco.

- El morado representa la penitencia que le dedicamos a nuestro sagrado Cristo Moreno durante el mes de octubre, mientras que el blanco representa la paz mundial y local a la que nos gustaría llegar con la ayuda de Cristo.

- En el medio figura el círculo real con el escudo de la institución religiosa.

### Eslogan
En el eslogan de la Hermandad, que también fue ideada junto con las representaciones simbólicas, se resume los 37 años de fundación, llevando sobre sus corazones la fe y el sentimiento vivo en cada uno de los integrantes, expresado en la imagen del Señor de los Milagros.
El eslogan reza: 37 años unidos por un solo sentimiento... Señor de los Milagros.

## Los Recorridos Procesionales Del Señor de los Milagros
Cada vez que sale la procesión durante el mes de octubre, congrega en la actualidad a miles de fieles a la vez, que acompañan la Imagen durante todo su recorrido en Huacho. Se trata de una de las procesiones que más aglomera fieles en Huacho, el Perú y el mundo. Las salidas de las sagradas andas del Señor de los Milagros están organizadas de la siguiente Manera:

### Solemnes y Tradicionales Cultos
- 28 de septiembre: Se lleva a cabo el tradicional Retiro Espiritual, organizado por la hermandad exclusivamente para los hermanos integrantes.

- 30 de septiembre: Se traslada a la imagen del Señor de los Milagros, desde su ubicación de permanencia durante todo el año hacia el altar mayor donde se encontrara todo el mes de octubre mientras se realiza su festividad.

- 1 de octubre: Se realiza una misa por inicio del mes morado, donde se encuentra la presencia del Señor de los Milagros, en la Catedral de Huacho.

- 2 de octubre: Se recuerda el aniversario de la Hermandad, con una misa a las 8:00 p.m., y luego, se realiza una pequeña ceremonia, por su aniversario.

- 3, 5 y 7 de octubre: Se lleva a cabo una peregrinación con los sagrados lienzos del Señor de los Milagros y la Virgen de la Nube por las calles de Huacho, mediante rezos, cánticos y alabanzas hasta llegar al centro educativo desde donde empezará su primer recorrido procesional.

- 8 de octubre: Primer recorrido procesional de las sagradas andas del Señor de los Milagros, saliendo desde la institución educativa que visitó el día anterior, para recorrer las principales calles de la ciudad, hasta llegar a la Iglesia Catedral San Bartolomé de Huacho.

- 9 de octubre-17 de octubre: Se realizan los novenarios en honor al Señor de los Milagros, a las 8 de la noche, en la Iglesia Catedral San Bartolomé de Huacho, con la participación de las diversas instituciones, familias, feligreses, y hermandades invitadas en cada novena celebrada.

- 18 de octubre: Segundo recorrido procesional, día central de la festividad en honor al Señor de los Milagros, donde se celebra una misa por la mañana, luego, las sagradas andas del señor salen a recorrer por las principales calles de la ciudad no sin antes la hermandad al momento de sacar la imagen, se realiza las entonaciones de la marcha de banderas, el himno nacional del Perú y el himno al Señor de los Milagros para luego recorrer las calles de Huacho, hasta la madrugada (2:00a.m. aproximado) del día 19 de octubre.

- 19 de octubre: Recibimiento de las sagradas andas del Señor de los Milagros de la Urbanización 18 de octubre.

- 25 de octubre: La hermandad realizó una visita a la Iglesia de las Nazarenas, para la visita de la Imagen del Señor de los Milagros.

- 29 de octubre: Se inician las misas, Triduo en honor a la Virgen de la Nube, hasta el día 31 de octubre.

- 31 de octubre: Último recorrido procesional del Señor de los Milagros, por las calles de Huacho, dando así su culminación de los solemnes cultos del mes morado, donde permanece hasta el año entrante.

### Recorridos Procesionales 2009
Los recorridos procesionales del Señor de los Milagros en esta ciudad, se llevan a cabo los días 8, 18, y 31 de octubre. donde anticipadamente se celebra una misa de campaña, presidida por el Obispo de Huacho, Antonio Santarsiero Rosa.
Cabe recordar que antes de llevarse a cabo el primer recorrido procesional, se realiza una peregrinación, con los lienzos del Señor de los Milagros, por las principales calles de Huacho, hasta llegar al centro educativo indicado para el inicio del 1º recorrido procesional
A continuación damos a conocer las calles y lugares por donde recorrió las sagradas andas del Señor de los Milagros de Huacho en el mes de octubre del año 2009.
| Fecha                           | Hora de Inicio / Ubicación                         | Calles Recorridas Y Lugares Visitados | Hora de Término / Ubicación                        |
| ------------------------------- | -------------------------------------------------- | --- | -------------------------------------------------- |
| Miércoles, 7 de octubre de 2009 | (04:00 ) Iglesia Señor del Mar - Barranquito       | Iglesia Señor del Mar, Calle Torres Paz, San Roman, Gálvez, Francisco Vidal, Urb. 18 de octubre, Calle Ciro Alegría, Urbanización San Pedro, Mercedes Indacochea, La Manchurria, Capilla Virgen del Carmen.                                     | (08:00 ) Capilla Virgen del Carmen - La Manchurria |
| Jueves, 8 de octubre de 2009    | (09:00 ) Capilla Virgen del Carmen - La Manchurria | Capilla Virgen del Carmen, Manchurria Baja, Calle El Inca, Francisco Vidal, Hospital Essalud, Francisco Vidal, Calle Arequipa, Av. Echenique, Leoncio Prado, Av. 2 de Mayo, Calle Saenz Peña.                                                   | (08:00 ) Catedral San Bartolomé de Huacho          |
| Domingo, 18 de octubre de 2009  | (08:00 ) Catedral San Bartolomé de Huacho          | Iglesia Catedral, Av. Echenique, Salaverry, Moore, Mariscal Castilla, Av. San Martín, Elias Ipince, Calle Santos Chocano, Domingo Coloma, Av. 28 de Julio, San Roman, Saenz Peña, Catedral.                                                     | (12:00 ) Catedral San Bartolomé de Huacho          |
| Sábado, 31 de octubre de 2009   | (08:00 ) Catedral San Bartolomé de Huacho          | Iglesia Catedral, Av. Echenique, Atahualpa, Mercado sur, Calle La Merced, Plazuela San Martín, Atahualpa, Calle Juan Barreto, Calle La Palma, Calle Adan Acevedo, Calle Jose Olaya, Av. 28 de julio, Sucre, Calle Colon, San Roman, Saenz Peña. | (01:30 ) Catedral San Bartolomé de Huacho          |

### Peregrinaciones 2009
Antes de realizarse el 1° recorrido procesional, la imagen del Señor de los Milagros realiza una serie de peregrinaciones recorriendo algunas de las principales iglesias que existen en Huacho.
En el año 2009, las jornadas de peregrinaciones se realizaron los días 3, 5 y 7 de octubre, en donde visitó las iglesias: Virgen de Fátima, Iglesia del Señor del Mar y la Capilla Virgen del Carmen de La Manchurria, donde desde allí, se dio inicio al recorrido procesional del día 8 de octubre.
A continuación, les damos a conocer las calles por donde recorrió la imagen del Señor de los Milagros, durante la realización de sus peregrinaciones.
| Fecha                           | Hora de Inicio / Ubicación                   | Calles Recorridas Y Lugares Visitados | Hora de Término / Ubicación                        |
| ------------------------------- | -------------------------------------------- | --- | -------------------------------------------------- |
| Sábado, 3 de octubre de 2009    | (04:00 ) Catedral San Bartolomé de Huacho    | Catedral, Av. Echenique, Av. Grau, Prolongación Grau, Calle Augusto B. Leguía, San Martín.                                                                      | (07:00 ) Iglesia Nuestra Señora de Fátima          |
| Lunes, 5 de octubre de 2009     | (04:00 ) Iglesia Nuestra Señora de Fátima    | Iglesia, Av. San Martín, Av. Coronel Portillo, Calle Colón, Av. 9 de octubre.                                                                                   | (07:00 ) Iglesia Señor del Mar - Barranquito       |
| Miércoles, 7 de octubre de 2009 | (04:00 ) Iglesia Señor del Mar - Barranquito | Iglesia, Calle Torres Paz, San Román, Gálvez, Francisco Vidal, Urb. 18 de octubre, Calle Ciro Alegría, Urb. San Pedro, Mercedes Indacochea, La Manchurria Baja. | (07:30 ) Capilla Virgen del Carmen - La Manchurria |

## Señor de los Milagros de la Urbanización 18 de Octubre

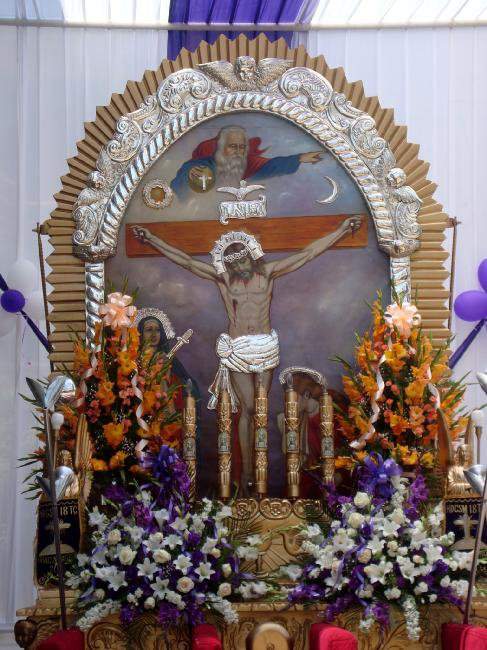
Señor de los Milagros de la Urbanización 18 de octubre Huacho

La festividad del Señor de los Milagros no solo se celebra en Huacho, otro de los lugares de celebración de esta festividad, es también en la Urbanización 18 de octubre, urbanización donde todos los años, en el mes de octubre, también celebran la festividad del Señor de los milagros en esta urbanización vecinal.
La imagen cuenta con hermandad propia, fundada el 21 de octubre del año 1971, presidida actualmente por el Hno. David Arellano Flores, quienes junto a la agrupación de hermanos y hermanas integrantes de esta organización religiosa, son los encargados de celebrar la festividad, además cuenta con el apoyo de los vecinos de la urbanización, además de las hermandades quienes apoyan en el caguio durante la celebración de la festividad.
La Hermandad del Señor de los Milagros de Huacho, también se une a la festividad, con un homenaje que ellos realizan el día 19 de octubre, día en que el señor de los Milagros sale en procesión hasta su llegada a la plaza de armas, quien dicha hermandad lo recibe y carga la sagrada anda.
Los días que sale en procesión las sagradas andas del Señor de los Milagros de la Urbanización 18 de octubre, salen los días 7, 18, 19 y 30 de octubre de todos los años. Y que cada año van creciendo como Hermandad y como católicos ya que la devoción que se le tiene al Señor de los Milagros es muy grande.

## Participaciones de la Hermandad
La hermandad, no solo participan en su festividad, en el mes de octubre, sino que además, durante todo los meses del año, participan en diferentes festividades religiosas que se celebran en esta ciudad, a continuación damos a conocer las principales festividades donde participa la hermandad, tanto en novenarios, como en carguios procecionales
| Mes           | Festividad                                   | Ciudad      |
| Febrero       | Señor de los Milagros de Miércoles de Ceniza | Carquín     |
| Marzo - Abril | Semana Santa                                 | Huacho      |
| Mayo          | Señor de la Ascensión de Amay                | Huacho      |
| Junio         | Señor de las Maravillas                      | Huaura      |
| Junio         | San Juan Bautista                            | Vegueta     |
| Junio         | San Pedro                                    | Huacho      |
| Agosto        | San Bartolomé                                | Huacho      |
| Setiembre     | Aniversario de la Virgen de los Dolores      | Huacho      |
| Noviembre     | San Martín de Porres                         | Cruz Blanca |
| Diciembre     | Señor de la Humildad y Paciencia             | Luriama     |

## Visitas de la Imagen
Aquí les presentaremos algunos de los recorridos procesionales que ha tenido la Imagen del Señor de los Milagros de la Parroquia San Bartolomé de la ciudad de Huacho, cuya procesión se realiza todos los años en el mes de octubre por las calles de Huacho y también hacia poblados vecinos. A continuación se detallan algunas de las visitas y encuentros durante la realización de los recorridos procesionales en el transcurso de los años.

### Barrio de Amay y encuentro con el Señor de la Ascensión (2006)

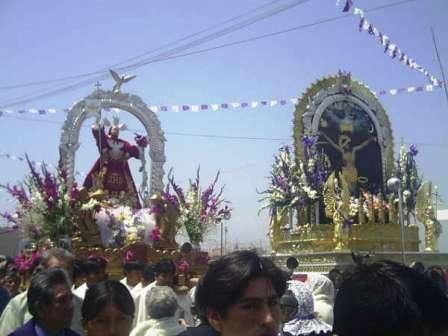
encuentro del señor de los milagro con la imagen del señor de la ascensión de amay

El 8 de octubre de 2006, la sagrada imagen del señor de los milagros de la ciudad de huacho visitó por primera vez el barrio de amay, donde fue recibido entre aplausos y vivas, la sagrada imagen, que había partido de la iglesia San Bartolomé de Huacho, el 4 de octubre, en su peregrinación en las iglesias señor del mar de 2 de mayo, capilla de la virgen del carmen de la manchurria y al hospital essalud, el día 7 de octubre del 2006 en horas de la noche la imagen llegó al centro educativo particular Inmaculada Concepción, donde fue recibida por el alumnado y personal docente y administrativo de este centro educativo, y tuvo una corta misa de bienvenida.
Al día siguiente, el 8 de octubre del 2006, en horas de la mañana, luego de escuchar la santa misa, la sagrada imagen salió del colegio y recorrió por las calles augusto b. leguia y av. leoncio prado, cuando la imagen ingresaba entre callejones, lo esperaba el santísimo señor de la ascensión de amay, para darle la bienvenida, cuando de pronto el señor de la ascensión de amay le dio la bienvenida al señor de los milagros de huacho, al barrio de amay, donde ambas procesiones recorrieron las calles de amay hasta llegar a la iglesia del señor de la ascensión de amay, donde pobladores lo esperaban para recibirlo entre aplausos, luego la imagen visitó la iglesia y recibió una misa con la presencia de los pobladores, integrantes de la hermandad y público en general, la misa duro hora y media, y luego el señor de los milagros se despedía del señor de la ascensión de amay para continuar con su recorrido procesional.
La imagen del Señor de los Milagros ingresó a las 9:00p.m. a la Iglesia Catedral San Bartolomé de Huacho.

### Colegio San José de los Hermanos Maristas (2007)

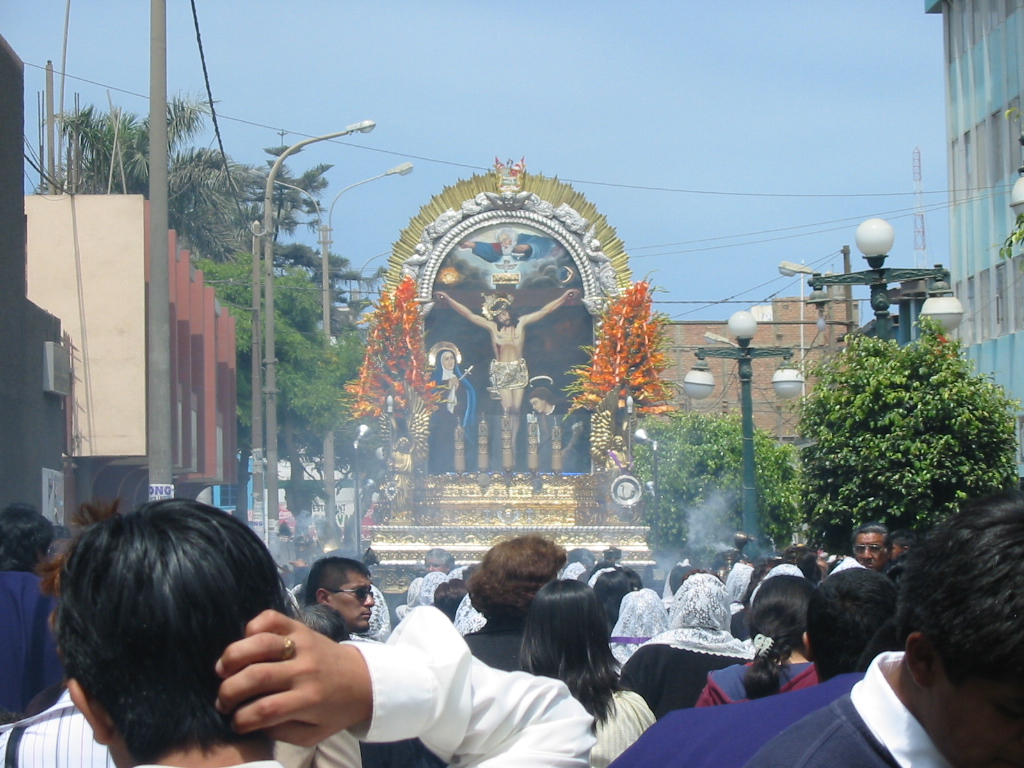
El Señor de los Milagros de Huacho en su recorrido procesional.

El 7 de octubre del 2007, los lienzos del Señor de los Milagros y la Virgen de la Nube recorrieron por las calles de Huacho Lindo hasta llegar al colegio San José de los Hermanos Maristas donde fue recibido por los alumnos, profesores y la banda de música del colegio que lo recibió desde la plaza Grau, luego la imagen recibió una corta celebración y luego fue venerado entre cánticos y rezos por todos los alumnos de este colegio.
Al día siguiente, el 8 de octubre del 2007, la imagen del Señor de los Milagros, ya en el anda, recibió en horas de la mañana su misa y luego la imagen salió en procesión por las calles de huacho.
La imagen del Señor de los Milagros de Huacho cumplió el siguiente recorrido: Colegio, La Manchurria, Av. Mercedes Indacochea, Av. Francisco Vidal, para luego ingresar al Hospital Essalud donde recibió una misa y un homenaje por parte del personal y pacientes de este establecimiento de salud, saliendo luego, prosiguió por la Av. Francisco Vidal, José Gálvez, San Román, Plaza de Armas, para luego ingresar a la Catedral.
La imagen ingresó a las 9:00 p.m. en la Catedral San Bartolomé de Huacho.

### Colegio Nuestra Señora de La Merced (2008)
un 7 de octubre del 2008, la imagen del señor de los milagros salió en peregrinación en horas de la tarde desde la Capilla de la Virgen del Carmen de la Calle La Manchurria, en huacho recorriendo las sgtes calles: la manchurria, colegio San José H.H.M.M., 2 de mayo, torres paz, san roman, salaverry, José t. García, Adán Acevedo, La Merced, hasta llegar a la Iglesia Nuestra Señora de La Merced, donde fue recibido por el público católico que año a año acompaña a la imagen, para luego recibir una misa por parte del colegio mercedario.
Al día siguiente el 8 de octubre del 2008, en horas de la mañana (8:00am. aproximado) se realizó una misa celebrada en honor a nuestro Señor de los Milagros, ya en anda para salir en procesión, donde luego de la misa se le realizó el homenaje respectivo por parte de los alumnos, profesores, padres de familia de este centro educativo.
culminada la celebración, las sagradas andas del Señor de los Milagros inició su primer recorrido procesional del año 2008, en hombros de la 2º cuadrilla de cargadores de la hermandad, donde luego de salir del centro educativo, recorrió las sgtes. calles: San Martín, La Merced, donde ingresó al colegio Pedro e. Paulet, luego continuó por la calle La Merced, Adán Acevedo, Atahualpa, Juan Barreto, La palma, San Martín, José Olaya, 28 de julio, 2 de mayo, Colón, San Román, Sáenz Peña, para luego llegar a su Iglesia Catedral de Huacho.
La imagen hizo su ingreso a la Catedral San Bartolomé de Huacho a las 9:00 p.m.

### Capilla Virgen del Carmen - La Manchurria (2009)
El día 7 de octubre del 2009, la sagrada imagen del Señor de los Milagros de la ciudad de Huacho salió en peregrinación desde la Iglesia Señor del Mar del barraquito hasta la Capilla de la Virgen del Carmen de La Manchurria, luego de haber tenido una larga jornada de peregrinaciones en las iglesias: Virgen de Fátima y la Iglesia del Señor del Mar los días 3 y 5 de octubre, como antesala al primer recorrido procesional, que se cumplió el día 8 de octubre, la imagen fue recibida entre aplausos y homenajes correspondientes, donde seguidamente se colocó a la imagen en un altar levantado para su peregrinación al público católico que ese día habían asistido incansablemente a este acto religioso.
Seguidamente, se llevó a cabo un homenaje musical al Cristo de Pachacamilla, con la participación de la Banda de Guerra y Música del Colegio Particular Divino Corazón de Jesús, que fue la banda musical escolar que acompañó este año al Señor de los Milagros.
Al día siguiente, el 8 de octubre del 2009, la sagrada imagen del señor de los milagros, ya en su anda de campaña para el inicio del primer recorrido procesional, recibió una misa celebrada por el Asesor Espiritual de la hermandad, para luego, en hombros de los Hermanos integrantes de la 3° cuadrilla de Cargadores, sacar en procesión a la Milagrosa imagen, recorriendo las siguientes calles: Manchurria Alta, Plazuela Grau, Calle El Inca, Francisco Vidal, para luego ingresar al hospital obrero del Essalud, donde recibió una misa por los enfermos de este establecimiento hospitalario.
Seguidamente el Señor de los Milagros, siguió su recorrido procesional por: Francisco Vidal, Calle Arequipa, Avenida Echenique, Calle Leoncio Prado, Avenida 2 de mayo, Calle Sáenz Peña, para luego realizar su ingreso inicial a la Iglesia Catedral San Bartolomé de Huacho.
La sagrada imagen ingresó a las 8:30 p.m. a la catedral de Huacho.